# Diaphorocetus ortegai
Diaphorocetus ortegai es una especie de cetáceo extinto de la superfamilia Physeteroidea.

## Descripción
A diferencia de D. poucheti, esta especie exhibe una menor dimensión craneal y un mayor número de dientes. Sin embargo, conserva una característica distintiva del género: el marcado aplanamiento dorsoventral de la porción maxilar del rostro, lo que le confería un hocico notablemente plano. Estas proporciones craneales sugieren que, a diferencia de otros fiseteroideos, ambos miembros del género Diaphorocetus eran más eficientes al realizar barridos laterales rápidos de sus rostros para capturar presas pequeñas a medianas con sus dientes proporcionalmente pequeños.